# Prix Sándor-Márai
Le prix Sándor-Márai (Márai Sándor-díj), créé en 1996 est un prix hongrois remis chaque année à trois écrivains magyarophones, dont un issu des Hongrois d'outre-frontières. Il tient son nom de l'écrivain hongrois Sándor Márai.

## Lauréats
- 1996 : Ádám Bodor, Imre Kertész, Iván Mándy
- 1997 : György Ferdinandy, György G. Kardos
- 1998 : Nándor Gion, László Krasznahorkai
- 1999 : Péter Lengyel, Sándor Tar
- 2000 : András Domahidy, Iván Sándor, Pál Závada
- 2001 : Ferenc Barnás, Péter Esterházy, Győző Határ
- 2002 : Tibor Bálint, Attila Bartis, László Garaczi
- 2003 : Győző Bordás, Zsuzsa Rakovszky, István Szilágyi
- 2004 : Endre Kukorelly, Dezső Monoszlóy, Gergely Péterfy
- 2005 : Endre Karátson, Zsolt Láng, Gábor Németh
- 2006 : Éva Berniczky, György Dragomán, Péter Nádas
- 2007 : Lajos Grendel, László Márton, Krisztina Tóth
- 2008 : László Bogdán, László Darvasi, András Petőcz
- 2009 : Pál Békés, János Háy, Vilmos Molnár
- 2010 : László Géfin Kemenes, István Kemény, Zsuzsa Vathy
- 2011 : Péter Farkas, Sándor Majoros, András Pályi
- 2012 : Róbert Hász, Attila Mózes, János Oláh
- 2013 : Ferenc Kontra
- 2014 : prix non décerné
- 2015 : Andrea Tompa
- 2016 : prix non décerné
- 2017 : Zsolt Berta
- 2018 :
- 2019 : Ádám Faludi, Béla Fehér
- 2020 : prix non décerné
- 2021 : Mihály Zoltán Nagy
- 2022 :
- 2023 : Mihály Sarusi